# Paraphycita epiperckiella
Paraphycita epiperckiella är en fjärilsart som beskrevs av George Francis Hampson 1901. Paraphycita epiperckiella ingår i släktet Paraphycita och familjen mott. Inga underarter finns listade i Catalogue of Life.